# Республіка Конго на літніх Олімпійських іграх 2016
Республіка Конго на літніх Олімпійських іграх 2016 була представлена 10 спортсменами в 5 видах спорту. Жодної медалі олімпійці Республіки Конго не завоювали.

## Спортсмени
| Дисципліна       | Чоловіки | Жінки | Разом |
| ---------------- | -------- | ----- | ----- |
| Легка атлетика   | 1        | 1     | 2     |
| Бокс             | 2        | 0     | 2     |
| Дзюдо            | 1        | 0     | 1     |
| Плавання         | 1        | 1     | 2     |
| Настільний теніс | 2        | 1     | 3     |
| Разом            | 7        | 3     | 10    |

## Легка атлетика
Легенда
- Note – для трекових дисциплін місце вказане лише для забігу, в якому взяв участь спортсмен
- Q = пройшов у наступне коло напряму
- q = пройшов у наступне коло за добором (для трекових дисциплін - найшвидші часи серед тих, хто не пройшов напряму; для технічних дисциплін - увійшов до визначеної кількості фіналістів за місцем якщо напряму пройшло менше спортсменів, ніж визначена кількість)
- NR = Національний рекорд
- N/A = Коло відсутнє у цій дисципліні
- Bye = спортсменові не потрібно змагатися у цьому колі

Трекові і шосейні дисципліни
| Спортсмен     | Дисципліна                | Попередній забіг | Попередній забіг | Чвертьфінал | Чвертьфінал | Півфінал         | Півфінал         | Фінал            | Фінал            |
| Спортсмен     | Дисципліна                | Результат        | Місце            | Результат   | Місце       | Результат        | Місце            | Результат        | Місце            |
| ------------- | ------------------------- | ---------------- | ---------------- | ----------- | ----------- | ---------------- | ---------------- | ---------------- | ---------------- |
| Сесилія Буель | біг на 100 метрів (жінки) | 11.98            | 2 Q              | 12.18       | 8           | Завершила виступ | Завершила виступ | Завершила виступ | Завершила виступ |

Технічні дисципліни
| Спортсмен    | Дисципліна                | Кваліфікація       | Кваліфікація | Фінал              | Фінал |
| Спортсмен    | Дисципліна                | Результат у метрах | Місце        | Результат у метрах | Місце |
| ------------ | ------------------------- | ------------------ | ------------ | ------------------ | ----- |
| Франк Елемба | штовхання ядра (чоловіки) | 20.45              | 11 q         | 21.20 NR           | 4     |

## Бокс
| Спортсмен                | Категорія           | 1/16 фіналу             | 1/8 фіналу         | Чвертьфінали       | Півфінали          | Фінал              | Фінал           |
| Спортсмен                | Категорія           | Суперник Результат      | Суперник Результат | Суперник Результат | Суперник Результат | Суперник Результат | Місце           |
| ------------------------ | ------------------- | ----------------------- | ------------------ | ------------------ | ------------------ | ------------------ | --------------- |
| Дівал Малонга            | до 64 кг (чоловіки) | Гаїбназаров (UZB) L TKO | Завершив виступ    | Завершив виступ    | Завершив виступ    | Завершив виступ    | Завершив виступ |
| Анауель Мпі Нгаміссенгуе | до 75 кг (чоловіки) | Аббаді (ALG) L 0–3      | Завершив виступ    | Завершив виступ    | Завершив виступ    | Завершив виступ    | Завершив виступ |

## Дзюдо
| Спортсмен          | Категорія               | 1/16 фіналу          | 1/8 фіналу         | Чвертьфінали       | Півфінали          | Втішний поєдинок   | Фінал / БМ         | Фінал / БМ      |
| Спортсмен          | Категорія               | Суперник Результат   | Суперник Результат | Суперник Результат | Суперник Результат | Суперник Результат | Суперник Результат | Місце           |
| ------------------ | ----------------------- | -------------------- | ------------------ | ------------------ | ------------------ | ------------------ | ------------------ | --------------- |
| Део Грасіа Нгокаба | понад 100 кг (чоловіки) | Меєр (NED) L 000–100 | Завершив виступ    | Завершив виступ    | Завершив виступ    | Завершив виступ    | Завершив виступ    | Завершив виступ |

## Плавання
| Спортсмен         | Дисципліна                          | Попередній заплив | Попередній заплив | Півфінал         | Півфінал         | Фінал            | Фінал            |
| Спортсмен         | Дисципліна                          | Час               | Місце             | Час              | Місце            | Час              | Місце            |
| ----------------- | ----------------------------------- | ----------------- | ----------------- | ---------------- | ---------------- | ---------------- | ---------------- |
| Дінов Андрес Кока | 50 метрів вільним стилем (чоловіки) | 28:00             | 82                | Завершив виступ  | Завершив виступ  | Завершив виступ  | Завершив виступ  |
| Беллор Сангала    | 50 метрів вільним стилем (жінки)    | 33.71             | 81                | Завершила виступ | Завершила виступ | Завершила виступ | Завершила виступ |

## Настільний теніс
| Спортсмен   | Дисципліна                  | Попередній раунд     | Раунд 1                | Раунд 2              | Раунд 3            | 1/8 фіналу         | Чвертьфінали       | Півфінали          | Фінал / БМ         | Фінал / БМ       |
| Спортсмен   | Дисципліна                  | Суперник Результат   | Суперник Результат     | Суперник Результат   | Суперник Результат | Суперник Результат | Суперник Результат | Суперник Результат | Суперник Результат | Місце            |
| ----------- | --------------------------- | -------------------- | ---------------------- | -------------------- | ------------------ | ------------------ | ------------------ | ------------------ | ------------------ | ---------------- |
| Suraju Saka | одиночний розряд (чоловіки) | Афанадор (PUR) L 3–4 | Завершив виступ        | Завершив виступ      | Завершив виступ    | Завершив виступ    | Завершив виступ    | Завершив виступ    | Завершив виступ    | Завершив виступ  |
| Wang Jianan | одиночний розряд (чоловіки) | K Assar (EGY) W 4–3  | Tsuboi (BRA) W 4–0     | Karlsson (SWE) L 1–4 | Завершив виступ    | Завершив виступ    | Завершив виступ    | Завершив виступ    | Завершив виступ    | Завершив виступ  |
| Han Xing    | одиночний розряд (жінки)    | Lariba (PHI) W 4–0   | Саветтабут (THA) L 3–4 | Завершила виступ     | Завершила виступ   | Завершила виступ   | Завершила виступ   | Завершила виступ   | Завершила виступ   | Завершила виступ |